# Georges Speicher
Georges Speicher (8. juni 1907 – 24. januar 1978) var en fransk landevejscykelrytter som vandt Tour de France 1933 med tre etapesejre, og VM i landevejscykling samme år.